# 迈克尔·贝里
迈克尔·贝里（英語：Michael Berry，1941年3月14日—），英国数学物理学家，布里斯托尔大学教授。1982年成为皇家学会会员，1996年被授以爵位。2006年起任《Proceedings of the Royal Society》编辑。他主要以贝里相位而知名，该现象可以在量子力学和光学实验中观察到，是一種拓樸相位。於1996年指出旋轉的磁體可以不受恩紹定理而懸浮，於2000年因為懸浮青蛙實驗與安德烈·海姆共同獲得獲得搞笑諾貝爾獎。

## 參看
- 恩紹定理
- 几何相位